# 白斑黃毒蛾
白斑黃毒蛾（学名：Euproctis inornata）为毒蛾科黃毒蛾屬下的一个种。